# John Robarts
John Parmenter Robarts (11 de enero de 1917 - 18 de octubre de 1982) fue un abogado y hombre político canadiense. Ocupó el cargo de Primer ministro de Ontario de 1961 a 1971.